# Teodozijska dinastija
Teodozijevo dinastijo je ustanovil cesar Teodozij I. Veliki. S poroko z Galo, hčerko cesarja  Valentinijan I. je postal cesar.
Dinastiji je od 379 vladal Teodozij I. Veliki, vendar le na Vzhodu, od 394 pa je Teodozij I. Veliki postal avtokrat. Po delitvi cesarstva leta 395 je dinastija vladala do 457 (smrti Marcijana, ki je postal član dinastije s poroko). Placidija, hči Valentinijan III., je bila poročena z bodočim cesarjem Zahodnega rimskega cesarstva, Olibrijem.

## Cesarji Teodozijeve dinastije
- Teodozij I. Veliki, (379–395)
- Honorij, na Zahodu (395–423)
- Valentinijan III., na Zahodu (425–455)
- Arkadij, na Vzhodu (395–408)
- Konstancij III., na Zahodu (421)
- Teodozij II., na Vzhodu (408–450)
- Marcijan, na Vzhodu (450–457)